# Чемпионат мира по шорт-треку среди юниоров 2015
Чемпионат мира по шорт-треку среди юниоров 2015 года проходил с 27 февраля-1 марта в Осаке (Япония).
Чемпионат включает в себя четыре дистанции — 500, 1000, 1500 и 1500 метров — суперфинал. На дистанциях сначала проводятся предварительные забеги, затем лучшие шорт-трекисты участвуют в финальных забегах. Чемпионом мира становится спортсмен, набравший наибольшую сумму очков по итогам четырёх дистанций. В случае равенства набранных очков преимущество отдаётся спортсмену занявшему более высокое место в суперфинале на дистанции 1500 м. Также проводятся с 2001 года эстафеты по три человека у девушек и у юношей на 2000 м. С 2011 года в эстафетах участвует по четыре человека на дистанциях 3000 м. С 2019 года абсолютный чемпион не разыгрывается.

## Общий медальный зачёт
| Место | Страна           | Золото | Серебро | Бронза | Всего |
| ----- | ---------------- | ------ | ------- | ------ | ----- |
| 1     | Республика Корея | 10     | 3       | 2      | 15    |
| 2     | Китай            | 0      | 3       | 1      | 4     |
| 3     | Россия           | 0      | 1       | 3      | 4     |
| 4     | Япония           | 0      | 1       | 2      | 3     |
| 5     | Венгрия          | 0      | 1       | 1      | 2     |
| 6     | Канада           | 0      | 1       | 0      | 1     |
| 7     | Казахстан        | 0      | 0       | 1      | 1     |

## Медалисты

### Юноши
| Дисциплина        | Золото                                     | Серебро                              | Бронза                                                   |
| ----------------- | ------------------------------------------ | ------------------------------------ | -------------------------------------------------------- |
| 500 м             | Ким Даг Ём Республика Корея                | Шандор Шаолинь Лю Венгрия            | Денис Никиша Казахстан                                   |
| 1000 м            | Ким Даг Ём Республика Корея                | Жэнь Цзывэй Китай                    | Ма Вэй Китай                                             |
| 1500 м            | Пак Чи Вон Республика Корея                | Дэн Иваса Япония                     | Кадзуки Ёсинага Япония                                   |
| 1500 м суперфинал | Пак Чи Вон Республика Корея                | Шандор Шаолинь Лю Венгрия            | Ким Даг Ём Республика Корея                              |
| Многоборье        | Ким Даг Ём Республика Корея                | Пак Чи Вон Республика Корея          | Шандор Шаолинь Лю Венгрия                                |
| Эстафета-3000 м   | Ким Даг Ём Пак Чи Вон Юн Су Мин Лим Ён Джи | Жэнь Цзывэй Ма Вэй Юй Вэй Сюй Хунчжи | Даниил Ейбог Александр Коваль Артём Козлов Артём Денисов |

### Девушки
| Дисциплина        | Золото                                     | Серебро                                                      | Бронза                                               |
| ----------------- | ------------------------------------------ | ------------------------------------------------------------ | ---------------------------------------------------- |
| 500 м             | Сон Ха Гён Республика Корея                | Одри Фанёф Канада                                            | Эмина Малагич Россия                                 |
| 1000 м            | Ким Джи Ю Республика Корея                 | Кон Сан Джон Республика Корея                                | Сон Ха Гён Республика Корея                          |
| 1500 м            | Кон Сан Джон Республика Корея              | Цзан Ицзэ Китай                                              | Екатерина Стрелкова Россия                           |
| 1500 м суперфинап | Ким Джи Ю Республика Корея                 | Кон Сан Джон Республика Корея                                | Сон Ха Гён Республика Корея                          |
| Многоборье        | Кон Сан Джон Республика Корея              | Ким Джи Ю Республика Корея                                   | Сон Ха Гён Республика Корея                          |
| Эстафета-3000 м   | Ким Джи Ю Кон Сан Джон Сон Ха Гён Ли Су Ён | Эмина Малагич Мария Оборина Екатерина Стрелкова Юлия Шишкина | Сионэ Каминага Сумирэ Кикути Мивако Ямаура Ами Хираи |